# Rio Yellowstone

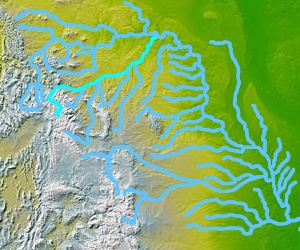
Mapa do rio Yellowstone

O rio Yellowstone é um afluente do rio Missouri que nasce nas montanhas Rochosas, na zona do parque homônimo. Tem um comprimento de 1.114 quilômetros. Percorre a parte ocidental dos estados de Montana e Wyoming nos Estados Unidos da América. É o rio mais longo dos Lower 48 (porção continental de terras contínuas, a qual compreende 48 estados dos EUA) que não tem nenhuma barragem e é considerado como um dos grandes rios mundiais para pesca de trutas.